# Маний Ацилий Глабрион (консул 91 г.)
Вижте пояснителната страница за други личности с името Маний Ацилий Глабрион.
Маний Ацилий Глабрион (на латински: Manius Acilius Glabrio; † 95 г.) е политик и сенатор на Римската империя през 1 век.
Произлиза от фамилията Ацилии и е син на Ацилий Глабрион, (консул).
През 91 г. Глабрион e консул заедно с Марк Улпий Траян, бъдещия император. По заповед на императора той се бори като гладиатор на арената в Албано невъоръжен с лъв или мечка. През 95 г. е убит по заповед на император Домициан, понеже имал връзка с християните от фамилията на Флавиите.
Той е баща на Маний Ацилий Глабрион (консул 124 г.).